# Kutna Gora
Kutna Gora (češko Kutná Hora; srednjeveško češko Hory Kutné; nemško Kuttenberg) je mesto v osrednječeški pokrajini (Středočeský kraj) na Češkem.
V 12. stoletju je bilo ustanovljeno kot rudarsko naselje (ime pomeni "izkopana gora") Proti koncu 13. stoletja se je razvilo v eno najživahnejših in najuspešnejših mest na Češkem zaradi rudarjenja srebra in kovanja znamenitih praških grošev. Do leta 1420 je bila po Pragi drugo največje mesto na Češkem. Med husitskimi vojnami pa je bilo veliko prebivalcev pobitih in mesto je izgubilo velik delež svojega prejšnjega pomena. Od leta 1995 je staro mesto Kutná Hora na Unescovem seznamu svetovne dediščine.

## Geografija
Kutna Gora je majhno mestece v osrednji češki regiji. Leži približno 70 km vzhodno od Prage, 7 km južno od reke Labe blizu Kolína na planoti nad dolino reke Vrhlice nad krajem Poličany in jezom Vrhlice. Češko ime se nanaša na vzhod položno in zahod strmo goro (Kutná Hora = izkopana gora, tukaj so kopali rudo).

## Zgodovina
Mesto je začelo nastajati leta 1142 z gradnjo prvega cistercijanskega samostana na Češkem, samostana Sedlec, pod okriljem cesarske neposrednosti cistercijanskega samostana Waldsassen. Leta 1260 so nemški rudarji začeli delati v rudniku srebra v gorski pokrajini, ki so jo poimenovali Kuttenberg in je bila del samostanskega premoženja. Ime gore je nastalo iz besede za meniško kuto (Kutten) ali iz rudarske besede (kutání v stari češčini). Pod opatom Heidenreichom je kraj zaradi srebrnih rudnikov močno napredoval in v obdobju gospodarskega razcveta v 13. stoletju postal zelo pomemben.
Najstarejši sledovi rudarjenja sicer segajo v 10. stoletje, ko je bila Češka že več stoletij na križišču trgovine na dolge razdalje. V naselju Malin, ki je zdaj del Kutne Gore, so odkrili srebrne dinarje iz obdobja med letoma 982 in 995 .
Od 13. do 16. stoletja je mesto v gospodarskem, kulturnem in političnem pogledu tekmovalo s Prago. Od leta 1995 je središče mesta na Unescovem seznamu svetovne dediščine.
Leta 1300 je kralj Vaclav II. Češki izdal novo kraljevo rudarsko kodo Ius regale montanorum (znano tudi kot Constitutiones iuris Metallici Wenceslas II). To je pravni dokument, ki je določal vse upravne, tehnične zahteve in zahteve, potrebne za delovanje rudnikov. Mesto se je bliskovito razvijalo in bilo ob izbruhu husitskih vojn v letu 1419 drugo najpomembnejše mesto na Češkem za Prago, ko je postala priljubljena rezidenca več čeških kraljev. Tukaj je 18. januarja 1409 Vaclav IV. podpisal znameniti Odlok o Kutni Hori, s katerim je češkemu univerzitetnemu narodu dal tri glasove na volitvah na praški univerzi kot nasprotje drugim trem narodom.
Med husitskimi vojnami leta 1420 je cesar Sigismund v mestu neuspelo napadel taborite, kar je povzročilo bitko za Kutno Horo. Kuttenberg (Kutná Hora) je zavzel Jan Žižka. Po začasnem premirju med sprtimi stranmi so mesto leta 1422 zažgale cesarske sile, da bi ne padel v roke taboritov. Žižka je vseeno mesto zavzel in pod češkim okriljem zbudil novo obdobje blaginje.
Skupaj s preostalo Češko je Kuttenberg (Kutná Hora) padel pod habsburško monarhijo leta 1526. Leta 1546 je bil najbogatejši rudnik povsem poplavljen. V uporu Češke proti Ferdinandu I. je mesto izgubilo vse svoje privilegije. Ponavljajoča se kuga in grozote tridesetletne vojne so zahtevale ogromen davek človeških življenj. V miru je bilo več neuspešnih poskusov, da bi popravili porušen rudnik, in mesto je obubožalo. Leta 1770 ga je uničil požar. Rudnik so opustili ob koncu 18. stoletja.
V tem mestu so med letoma 1300 in 1547/48 kovali praške groše.
Češka je bila leta 1806 krona avstrijskega cesarstva v avstrijski monarhiji (na avstrijski strani po kompromisu 1867). Do leta 1918 je bil Kuttenberg središče okrožja z istim imenom, eden od 94 okrajnih glavarstev (Bezirkshauptmannschaft) na Češkem.
Mesto je postalo del Češkoslovaške po drugi svetovni vojni in razpadu Avstro-Ogrske. Kutno Goro je nacistična Nemčija v obdobju 1939–1945 vključila v protektorat Češke in Moravske. Po drugi svetovni vojni je bilo češkoslovaško mesto obnovljeno. Po razdružitvi Češkoslovaške v letu 1993 je postalo del Češke.

## Pomembna meščana
- Jakob Jakobeus, slovaški pisatelj, rojen leta 1591
- Nicolas Dacicky, češki aristokrat in pisatelj iz 16. stoletja

## Arhitektura
Kutna Gora in sosednje mesto Sedlec sta na Unescovem seznamu svetovne dediščine. Najpomembnejše stavbe so gotske, petladijska cerkev svete Barbare iz leta 1388 in italijanski dvor, nekdanje kraljevsko prebivališče, rudnik, ki je bil odprt konec 13. stoletja. Gotska Kamnita hiša, ki je bila od leta 1902 muzej, ima enega najbogatejših arhivov v državi. Gotska cerkev svetega Jakoba je s svojim 86-metrskim visokim stolpom še ena pomembna stavba. Sedlec je mesto gotske stolnice Naše Gospe in slavne Kostnice.

### Znamenitosti
- Cerkev svete Barbare, Kutná Hora (Chrám Svaté Barbory)
- Cerkev Marijinega vnebovzetja in svetega Janeza Krstnika (Chrám Nanebevzetí Pany Marie)
- Kostnica Sedlec (Sedlecká kostnice)
- Cerkev svetega Jakoba (Kostel sv. Jakuba)
- Cerkev svetega Janeza Nepomuka (Kostel sv. Jana Nepomuckého)
- Cerkev uršulinskega samostana (Klášter řádu sv.Voršily)
- Jezuitski kolegij (Jezuitská kolej)
- Italijanski dvor (Vlašský dvůr)
- Marijino znamenje in znamenje svete Trojice (Morový sloup)

## Galerija
- Ulica svete Barbare vzdolž Jezuitskega kolegija
- Cerkev svete Barbare
- Vitraj v cerkvi svete Barbare
- Trg Palackega
- Cerkev svete Barbare in Jezuitski kolegij
- Kosti v kostnici Sedlec
- Cerkev svetega Jakoba
- Rudnik sreba okrog leta 1490
- Cerkev Marijinega vnebovzetja in sv. Janez Krstnika
- Nočni posnetek fasade cerkve sv. Barbare

## Pobratena mesta
Kutna Gora je pobratena z:
- Bamenda, Kamerun
- Eger, Madžarska
- Fidenza, Italija
- Kamianets-Podilskyi, Ukrajina
- Kremnica, Slovaška
- Reims, Francija
- Ringsted, Danska
- Stamford, Lincolnshire, Združeno kraljestvo
- Tarnowskie Góry, Poljska
- Bingen am Rhein, Nemčija